# Toecorhychia cinerea
Toecorhychia cinerea is een vlinder uit de familie van de stippelmotten (Yponomeutidae). De wetenschappelijke naam van de soort werd in 1883 gepubliceerd door Arthur Gardiner Butler.